# خمسون سنت (عملة كندية)

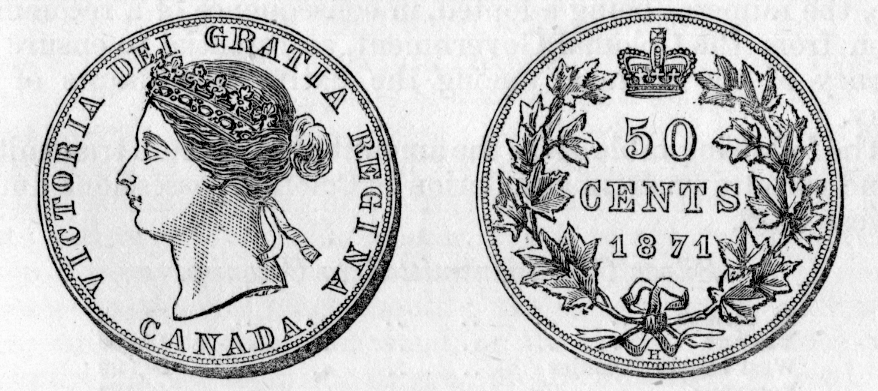
عملة كندية فئة 50 سنتًا لعام 1871

الخمسون سنت (بالفرنسية: pièce de 50 cents)‏ هي عملة كندية تبلغ قيمتها 50 سنتًا. يصور ظهر العملة شعار النبالة لكندا. في مراسم افتتاح فرع أوتاوا لدار سك العملة الملكية التي أقيمت في 2 يناير 1908، سك الحاكم العام إيرل جراي دومينيون أول عملة معدنية منتجة محليًا في كندا، وكانت عملة فضية من فئة خمسين سنتًا تظهر تمثال الملك إدوارد السابع.
قامت دار سك العملة الملكية الكندية بمحاولة للترويج لاستخدام العملة عندما أصدرت نسخة خاصة في عام 2002 بمناسبة الذكرى الخمسين لانضمام إليزابيث الثانية إلى العرش. بعد هذا الترويج، توقفت دار سك العملة عن توزيع العملات المعدنية بقيمة 50 سنتًا على البنوك وتباع فقط على شكل مجموعات عملات معدنية متاحة مباشرة من قسم العملات بضعف قيمتها الاسمية، أو 25 دولارًا لكل لفة مكونة من 25 عملة معدنية.

## تاريخ المكونات
| سنين                  | وزن        | قطر الدائرة | سماكة     | التكوين                             |
| --------------------- | ---------- | ----------- | --------- | ----------------------------------- |
| 1870-1919             | 11.62 غرام | 29.72 ملم   | غير متوفر | 92.5% فضة، 7.5% نحاس                |
| 1920-1967             | 11.66 غرام | 29.72 ملم   | غير متوفر | 80% فضة ، 20% نحاس                  |
| 1968-1999             | 8.10 غرام  | 27.13 ملم   | 1.93 ملم  | 99.9% نيكل                          |
| 2000 إلى الوقت الحاضر | 6.90 غرام  | 27.13 ملم   | 1.95 ملم  | 93.15% فولاذ، 4.75% نحاس، 2.1% نيكل |

## المسكوكات الأولى
| سنة  | المسكوكات | سعر الإصدار  |
| ---- | --------- | ------------ |
| 2005 | 2,298     | 14.95 دولارًا |
| 2006 | 5000      | 29.95 دولارًا |